# Hydatellaceae
A Hydatellaceae kisméretű, vízi virágos növények családja. A család apró, viszonylag egyszerű növényekből áll, amelyek Ausztráliában és Indiában fordulnak elő. Korábban a pázsitfűfélék és a sás (Poales rend) rokonának tartották, de a DNS- és morfológiai elemzések eredményeként átsorolták a Nymphaeales rendbe, amely kimutatta, hogy az egyik legkorábban kivált csoportot képviseli a virágos növények törzsfejlődésében, ahelyett, hogy közeli rokonságban állna az egyszikűekkel, amellyel a konvergens evolúció miatt felületes hasonlóságot mutat.
A családba csak a Trithuria nemzetség tartozik, amely legalább 13 fajt tartalmaz, bár a családban a fajok sokféleségét valószínűleg jelentősen alábecsülték.

## Leírás
A növények a víz alatti szubsztrátumban gyökerező, elmerült és feltörekvő vízinövények. Apró növények, mindössze néhány cm magasak. A legtöbb faj tünékeny vízi élőlény, amely tavaszi medencékben virágzik, amikor a víz leszáll, de számos faj víz alatti évelő a sekély tavakban. Az egyszerű levelek alapvetően egy rövid szár körül koncentrálódnak. 
Az egyes fajok koszexuálisak (többféle hermafrodita állapottal) vagy kétlakiak, és vagy szélporzásúak (anemofil) vagy önbeporzók (autogám). Két túlnyomórészt apomiktikus faj is ismert.
A virágszerű szaporodási egységek apró porzó- és/vagy bibeszerű struktúrák kis gyűjteményeiből állnak, amelyek mindegyike nagyon kicsinyített egyedi virágot jelenthet, így a szaporodási egységek pszeudanthiák lehetnek. A nem húsos gyümölcsök tüszők vagy csípők.

## Rendszerezés
A családot sok éven át a pázsitfűfélék és a sás közeli rokonának tartották, sőt néha a Centrolepidaceae családba sorolták. Még 2003-ban is az APG II rendszer a Hydatellaceae-t a kommelinidák egyszikűek Poales pázsitfűrendjéhez rendelte. 
A DNS-szekvenciákon és a morfológián alapuló kutatás azonban Saarela et al. szerint azt jelzi, hogy a Hydatellaceae a tavirózsafélék (Nymphaeaceae és Cabombaceae) élő testvércsoportja, és így a virágos növények egyik legősibb származását képviseli.
A korábbi osztályozások kidolgozóit félrevezette e növények láthatóan csökkent vegetatív és szaporodási morfológiája. Vízi gyógynövényként a Hydatellaceae környezeti alkalmazkodása olyan származtatott tulajdonságokhoz vezet, amelyek morfológiai hasonlóságot teremtenek a távolabbi taxonnal. Morfológiai tulajdonságaik gondos újraelemzése és összehasonlítása más úgynevezett „bazális” zárvatermőkkel alátámasztotta ezt a „drámai taxonómiai kiigazítást”. Ezt az átrendeződést ma már az APG III és az APG IV osztályozási rendszer is felismeri.
A családba ma már csak a Trithuria nemzetség tartozik, amelyet 2008-ban újradefiniáltak, hogy magába foglalja a Hydatella nemzetséget.